# Chính sách thị thực của Libya
Du khách đến Libya phải xin thị thực từ một trong những phái bộ ngoại giao Libya trừ khi họ đến từ một trong những nước được miễn thị thực.
Libya hiện không cấp thị thực du lịch. Từ 2014 có dự kiến bắt đầu lại thị thực du khách. Biên giới Libya với Chad, Niger, Sudan và Algérie bị đóng cửa. Trong thực tế những biên giới này không được quản lý bởi Chính phủ mà bởi người Tuareg và người Toubou.
Từ năm 2013, chính phủ Hoa Kỳ, New Zealand, Úc, Canada, Cộng hòa Ireland, Vương quốc Anh, Tây Ban Nha, Pháp, Hungary, Latvia, Đức, Áo, Bulgaria, Na Uy, Croatia, Romania, Slovenia, Cộng hòa Séc, Nga, Đan Mạch, Slovakia, Estonia, Ý, Ba Lan khuyên công dân họ không đến (trừ trường hợp rất cần thiết).

## Bản đồ chính sách thị thực

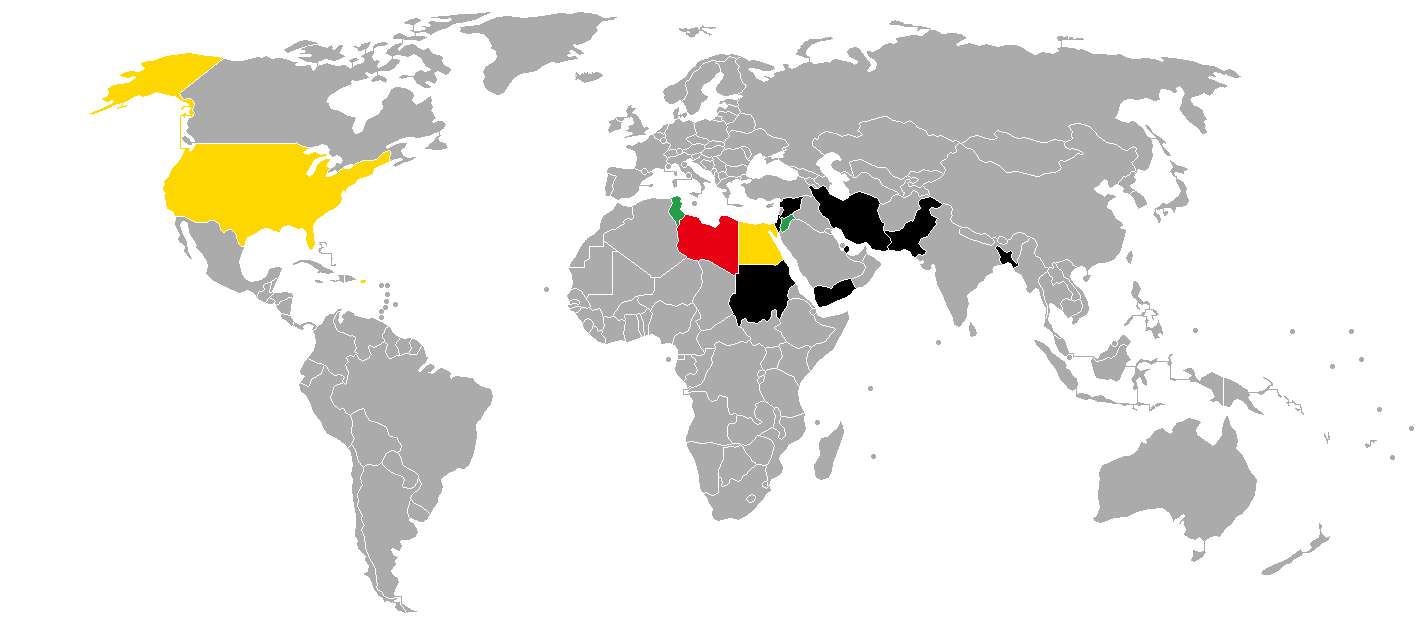
Chính sách thị thực Libya
Libya
Miễn thị thực
Miễn thị thực giới hạn và có điều kiện
Cấm nhập cảnh
Cần xin thị thực

## Miễn thị thực
Công dân của các quốc gia sau có thể đến Libya mà không cần thị thực:
- Jordan - lên đến 1 tháng; chỉ khi sở hữu hộ chiếu 5 năm, và phải còn hiệu lực ột năm kể từ lúc nhập cảnh.[30]
- Tunisia[31]

Miễn thị thực có điều kiện và giới hạn với
- Ai Cập - cư dân của Matrouh Governorate vào thứ 4 và thứ 5.[32]
- Hoa Kỳ - nếu có thư mời từ một công ty tại Libya bảo lãnh cho chuyến đi của họ.[33]

Miễn thị thực với người có bản sao thư mời từ ủy ban nhập cư Libya nói rằng thị thực sẽ được cấp tại cửa khẩu
Người sở hữu hộ chiếu ngoại giao hoặc công vụ của Azerbaijan, Ý, Malta, Maroc, Pakistan, Slovenia, Sudan và Venezuela và người sở hữu hộ chiếu ngoại giao của Benin, Burkina Faso, Cộng hòa Trung Phi, Chad, Comoros, Bờ Biển Ngà, Djibouti, Eritrea, Gambia, Ghana, Guinea, Guinea-Bissau, Kenya, Liberia, Mali, Niger, Nigeria, Sao Tome và Principe, Senegal, Sierra Leone, Somalia và Togo không cần thị thực để đến Libya.
Thị thực với công dân Thổ Nhĩ Kỳ được đưa ra từ tháng 8 năm 2015.

## Tổi tiền bắt buộc
Du khách đến Libya với mục đích du lịch bị yêu cầu chuyển 1.000 đô la Mỹ, hoặc ngang bằng, bằng tiền mặt hoặc thẻ tín dụng lúc nhập cảnh. Không làm được điều này sẽ bị từ chối nhập cảnh. Ngoại lệ là những người có bằng chứng bảo lãnh toàn thời gian ở đây và những người đi theo tour và có thị thực có hiệu lực.

## Cấm nhập cảnh
Du khách bị từ chối nhập cảnh nếu có giấy tờ du khách có thị thực (còn hiệu lực hoặc hết hạn) của Israel hoặc bất cứ bằng chứng nhập cảnh Israel nào.
Nhập cảnh hoặc xuất cảnh bị từ chối với công dân  Israel, kể cả nếu bay tiếp bằng chính máy bay đó.
Nhập cảnh và quá cảnh bị từ chối với công dân  Qatar nếu họ đến Beida hoặc Tabruk.
Nhập cảnh cũng bị từ chối với công dân của 6 quốc gia sau:
| - Bangladesh - Iran - Pakistan | - Sudan - Syria - Yemen |  |